# 모슬러 MT900
모슬러 MT900(영어: Mosler MT900)은 미국 모슬러 오토모티브가 제작한 스포츠카이다.
이 모델의 경우 세 가지 파생 모델이 존재한다. 모슬러 MT900 레이싱 모델을 기반으로 모슬러 MT900R(영어: Mosler MT900R) 모델이 제작되었다. 2005년에 모슬러 MT900의 후속 모델인 모슬러 MT900S(영어: Mosler MT900S)이 출시되었고, 모슬러 MT900S 포턴(영어: Mosler MT900 Photon) 모델은 모슬러 MT900S의 파생 모델이다. 2001년에 컨실리어 GTP의 후속으로 모슬러 MT900 모델이 최초로 출시되었고, 2011년 5월에 모슬러 MT900S 마지막 생산을 끝으로 단종되었다. 2005년까지 MT 모델을 25대를 생산한 바 있으며, 이 중 50대는 레이싱 차량으로 제작되었고, 35대의 경우 로드 차량 사양으로 제작되었다.

## 파생 모델

### 모슬러 MT900
2001년에 컨실리어 GTP의 후속 차량으로 출시되었고 쉐보레 콜벳 5세대 모델을 설계했던 로드 트랜에 의해 설계되었다. 엔진은 제너럴 모터스에서 제작된 V8형 LS1형 모델이 탑재되었고, 차체의 경우 탄소섬유로 제작된 차체가 적용되었다.

### 모슬러 MT900R
2001년에 레이싱 차량 모델을 기반으로 출시되었다. 엔진은 제너럴 모터스에서 제작된 V8형 LS1형 모델이 탑재되었고, 30대를 생산했다.

### 모슬러 MT900S
2003년에 모슬러 MT900의 후속 차량으로 출시되었다. 엔진은 제너럴 모터스에서 제작된 V8형 LS1형 모델이 2001년부터 2006년까지 적용했다가 2007년부터 2010년까지 LS7형으로 변경되었다. 또한 미국의 영화 제작자이가 기업가인 조지 루카스가 이 모델을 도입한 적이 있다.

### 모슬러 MT900S 포턴
2003년에 모슬러 MT900S의 파생 모델로 출시되었다. 엔진은 제너럴 모터스에서 제작된 V8형 LS6형 모델의 경우 초기형에 탑재한 반면 후기형의 경우 LS7형으로 탑재되었다. 변속기의 경우 영국의 자동차 부품 기업인 휴랜드에서 제작된 6단 변속기를 탑재했다. 2대 생산했으며, 이 중 2010년에 제작된 차량은 영국에서 판매하기 위해 제작된 차량이다.

### 모슬러 MT900S 레드데빌
2005년에 모슬러 MT900S의 파생 모델로 출시되었다. 엔진은 제너럴 모터스에서 제작된 V8형 LS7형 모델이 탑재되었다. 기존 모슬러 MT900S과 달리 최고 속도 400km/h까지 주행이 가능하도록 설계되었다.

### 모슬러 MT900GT3
2006년에 레이싱 차량 모델을 기반으로 출시되었다. 엔진은 제너럴 모터스에서 제작된 V8형 LS7형 모델이 탑재되었다.

### 모슬러 MT900GTR
2008년에 모슬러 MT900S의 파생 모델로 출시되었다. 엔진은 제너럴 모터스에서 제작된 V8형 LS7형 모델이 탑재되었다. 기존 모슬러 MT900S과 달리 최고 속도 340km/h까지 주행이 가능하도록 설계되었다.

### 모슬러 MT900GTR XX
2008년에 모슬러 오토모티브 창립 20주년을 기념하기 위해 모슬러 MT900GTR의 한정판 모델로 출시되었다. 모슬러 MT900 GTR 모델과 마찬가지로 엔진은 제너럴 모터스에서 제작된 V8형 LS7형 모델이 탑재되었고 최고 속도 340km/h까지 주행이 가능하도록 설계되었다.

### 모슬러 MT900GTR XX IAD 랜드샤크
2008년에 모슬러 MT900GTR의 파생 모델로 출시되었다. 엔진은 제너럴 모터스에서 제작된 V8형 LS7형 모델이 탑재되었다. 기존 모슬러 MT900GTR XX과 달리 최고 속도 491km/h까지 주행이 가능하도록 설계되었다.

### 모슬러 MT900M
2010년에 레이싱 차량 모델을 기반으로 출시되었다. 기존 모델인 모슬러 슈퍼 GT 모델과 달리 엔진은 영국의 엔진 제조 기업인 저드에서 제작된 V8형 엔진이 탑재되었다.

### 모슬러 MT900SGT
2010년에 레이싱 차량 모델을 기반으로 출시되었다. 당시 모슬러 오토모티브에서 2010년 슈퍼 GT 시리즈 대회에 참가했던 모슬러 MT900M 모델을 기반으로 제작했다. 엔진은 제너럴 모터스에서 제작된 V8형 LS7형 모델의 경우 초기형에 탑재했고 2011년에 단종과 동시에 생산 공장이 폐쇄되었다.